# Drakula halála

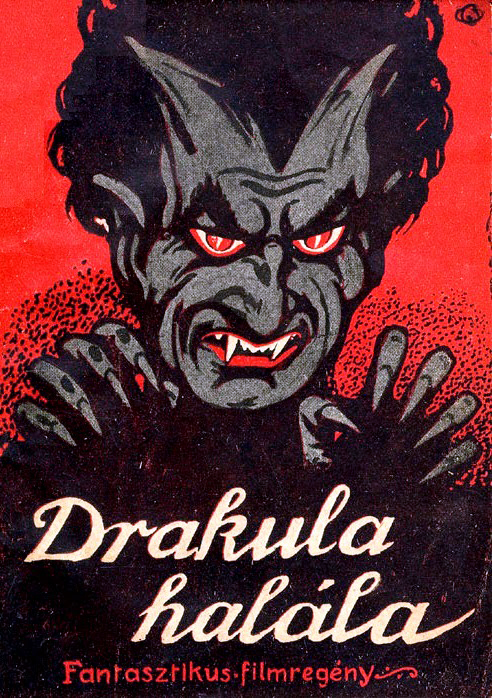
Originalaffischen från 1921.

Drakula halála är en ungersk skräckfilm inspelad 1921 och regisserad av Károly Lajthay. Filmen anses vara den första framställningen av Bram Stokers romanfigur greve Dracula trots att handlingen har få likheter med boken från 1897. Filmen är förlorad och endast fyra stillbilder finns kvar.

## Handling
Efter att ha besökt sin far på ett mentalsjukhus, där en av patienterna påstår sig vara greve Dracula, får en kvinna våldsamma mardrömmar om greven.

## Rollista (i urval)
- Paul Askonas som en patient som påstår sig vara Greve Dracula
- Lene Myl som Mary Land
- Dezső Kertész som George
- Elemér Thury som en läkare
- James Ard som läkarens assistent

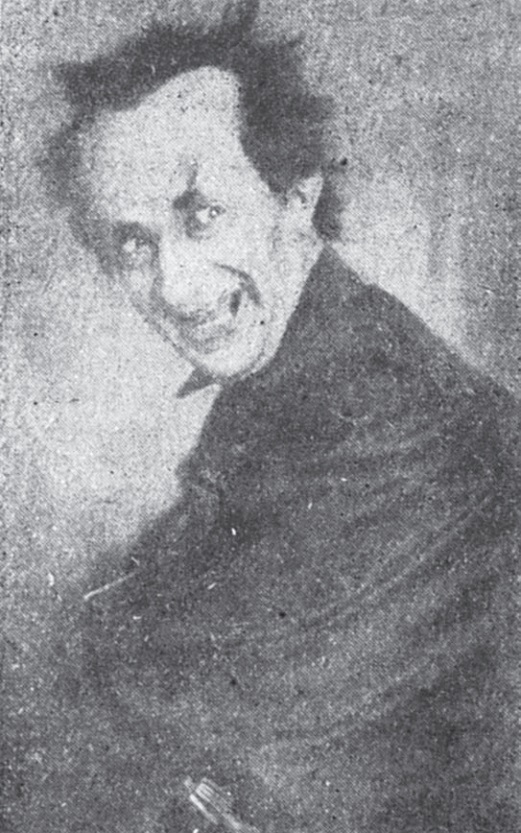
Paul Askonas i rollen som Greve Dracula.
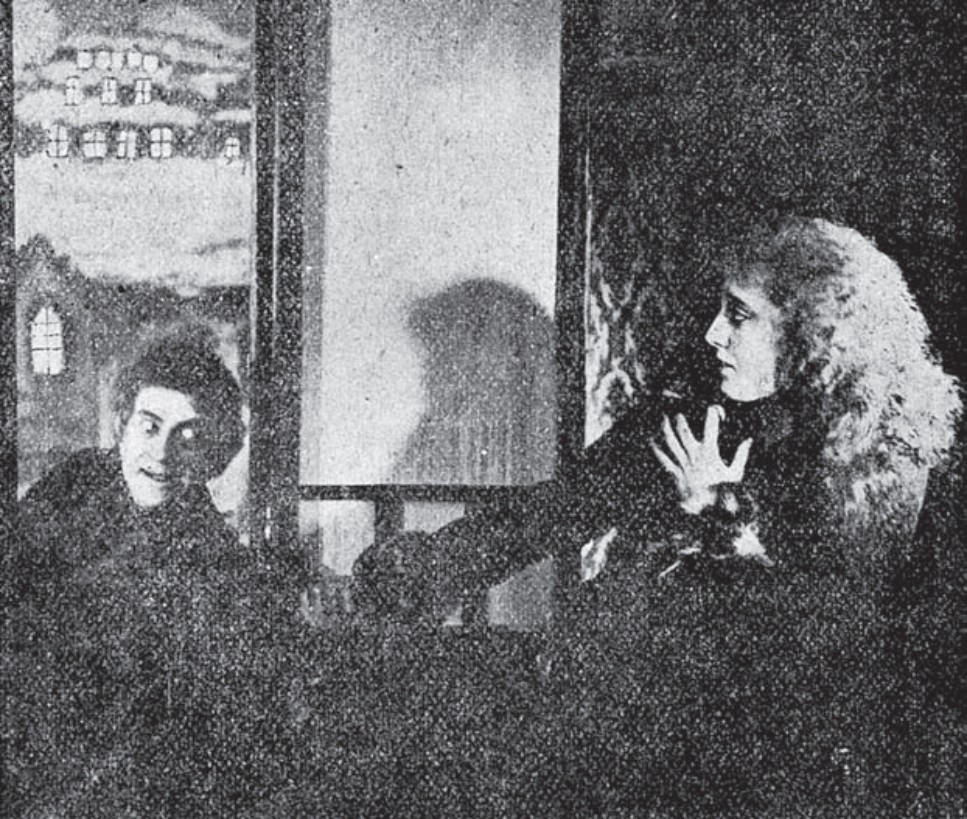
Dracula och Mary Land.
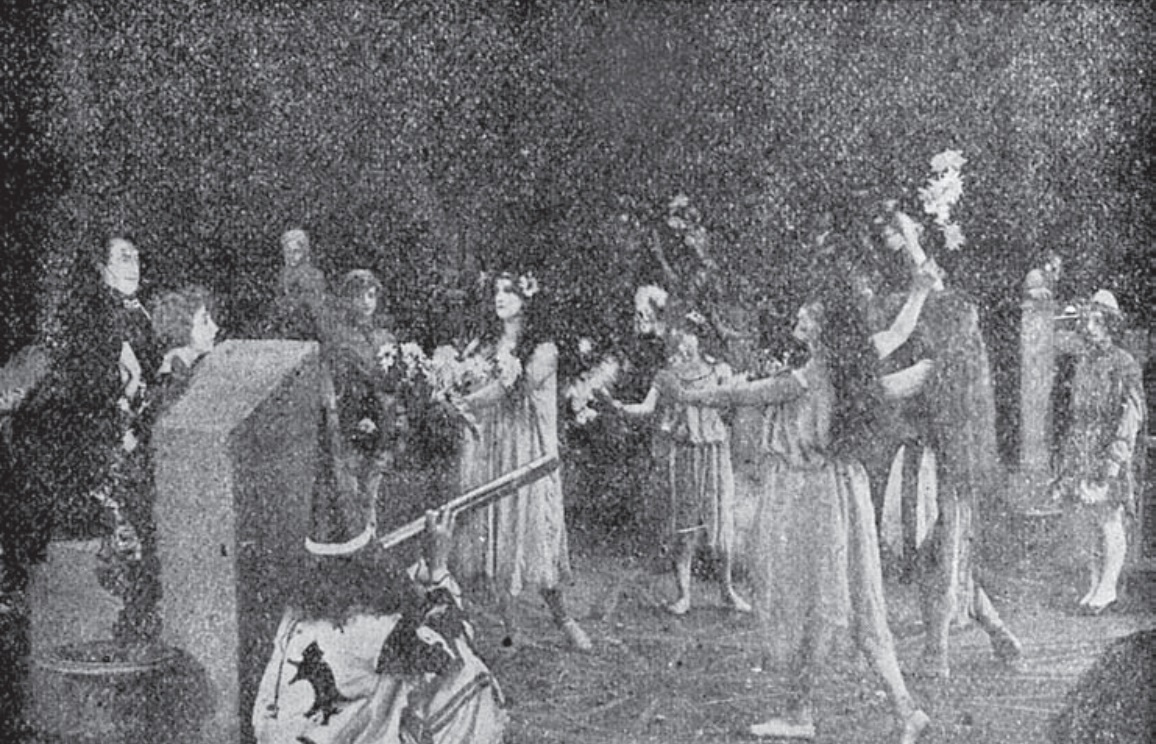
Bröllopet mellan Mary Land och Greve Dracula.